# Beeldenpark van Museum Arnhem

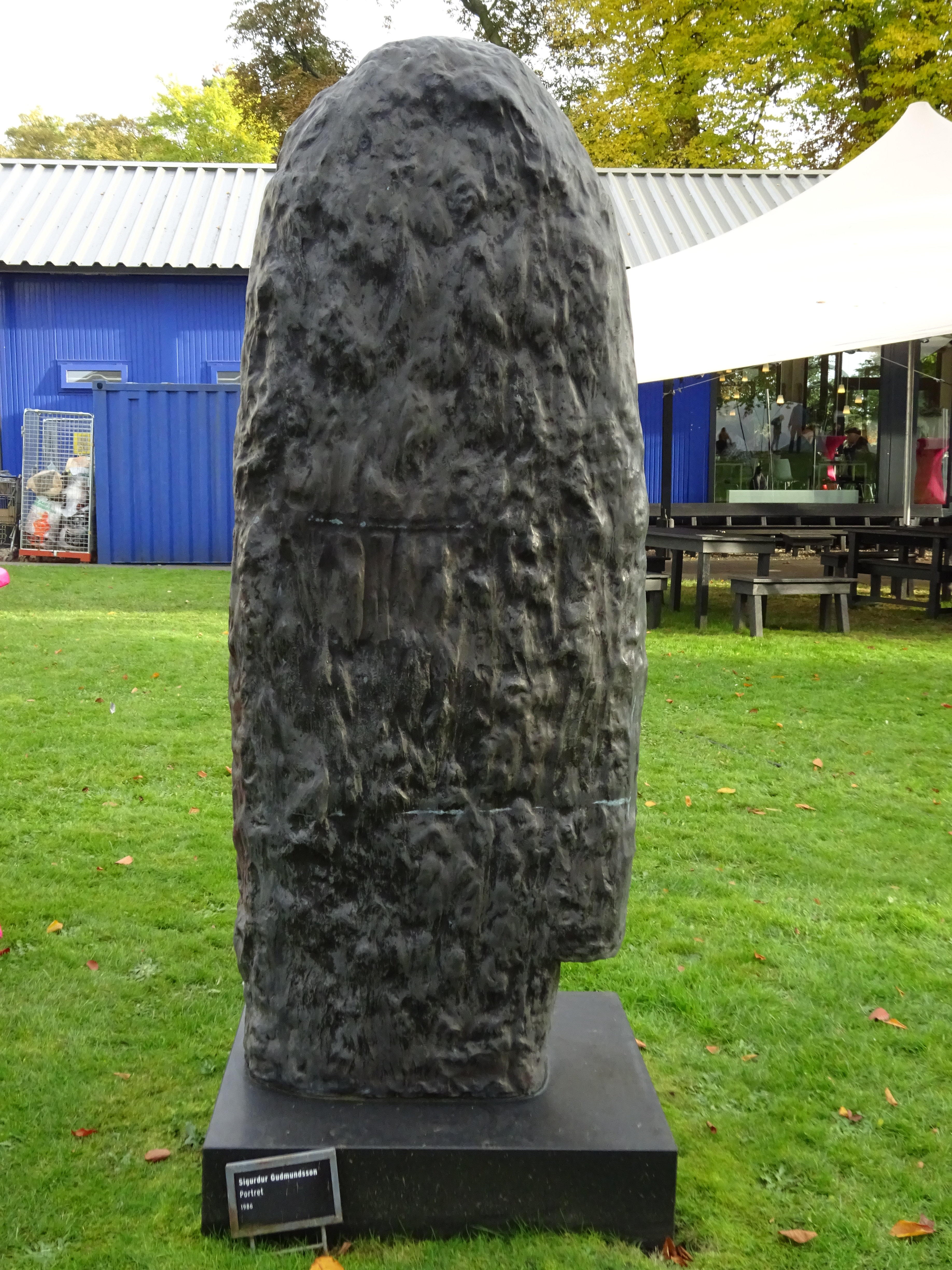
Sigurdur Gudmundsson: Portret, 1986

Het beeldenpark van het Museum Arnhem is de beeldentuin van Museum Arnhem aan de Utrechtseweg in Arnhem.
De permanente collectie sculpturen omvat meer dan twintig werken van moderne en hedendaagse beeldhouwkunst van Nederlandse en internationale beeldhouwers. De werken bevinden zich in de tuin rond het museumgebouw met uitzicht op de Rijn. Meerdere werken in de collectie zijn afkomstig van de sinds 1949 gehouden internationale beeldhouwtentoonstelling Sonsbeek in Arnhem.

## Permanente collectie
- Alighiero Boetti (Italië) met Zelfportret Alighiero e Boetti (1993) - afkomstig van Sonsbeek '93
- Leo Braat (Nederland) met Zonder titel (1952) -
- Wessel Couzijn (Nederland) met Verlicht despoot (1962)
- Fortuyn/O'Brien (Engeland/Nederland) met The Owl and the Pussycat Went to See (1986)
- Kees Franse (Nederland) met De Appel (1977)
- Klaas Gubbels (Nederland) met De Zwanenhals (2000)
- Sigurdur Gudmundsson (IJsland) met Portret (1986)
- Maja van Hall (Nederland) met De Filosoof (1969) -
- Ewerdt Hilgemann (Duitsland) met Zwerfkei in twee gelijke delen (1982)
- Jenny Holzer (USA) met Under A Rock (1986)
- Rebecca Horn (Duitsland) met Venustrechter (1986)
- Hildo Krop (Nederland) met Mensenpaar (1924)
- Hildo Krop met Dag en nacht (1924)
- Henry Moore (Engeland) met The Warrior (1953)[1]
- Soheila Najand (Iran/Nederland) met On invisible waves (2001)
- Pearl Perlmuter (USA) met Earthbound (1965)
- Thom Puckey (Engeland) met Ondergrondse fontein (1984/89)
- Marc Quinn (Engeland) met 12,5% Proof (1993)
- Maria Roosen (Nederland) met Borstentros (2008)
- Piet Slegers (Nederland) met Positief-Negatief (1975)
- David Veldhoen (Nederland) met De Mens (1982)
- Henk Visch (Nederland) met Het boek (1993)
- Sylvie Zijlmans (Nederland) met Betonnen muurtje (1997)

## Fotogalerij

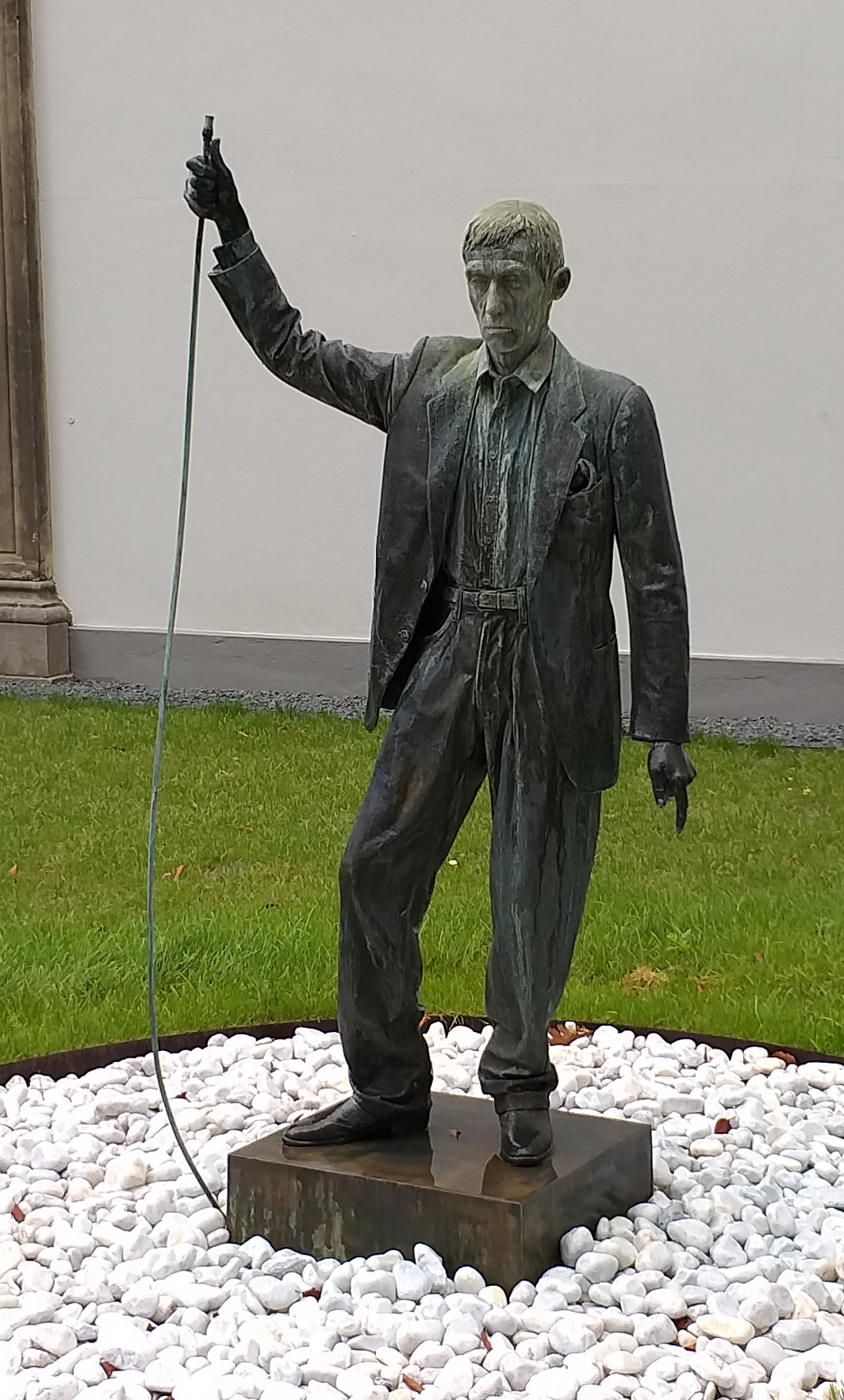
1. Alighiero e Boetti: Zelfportret
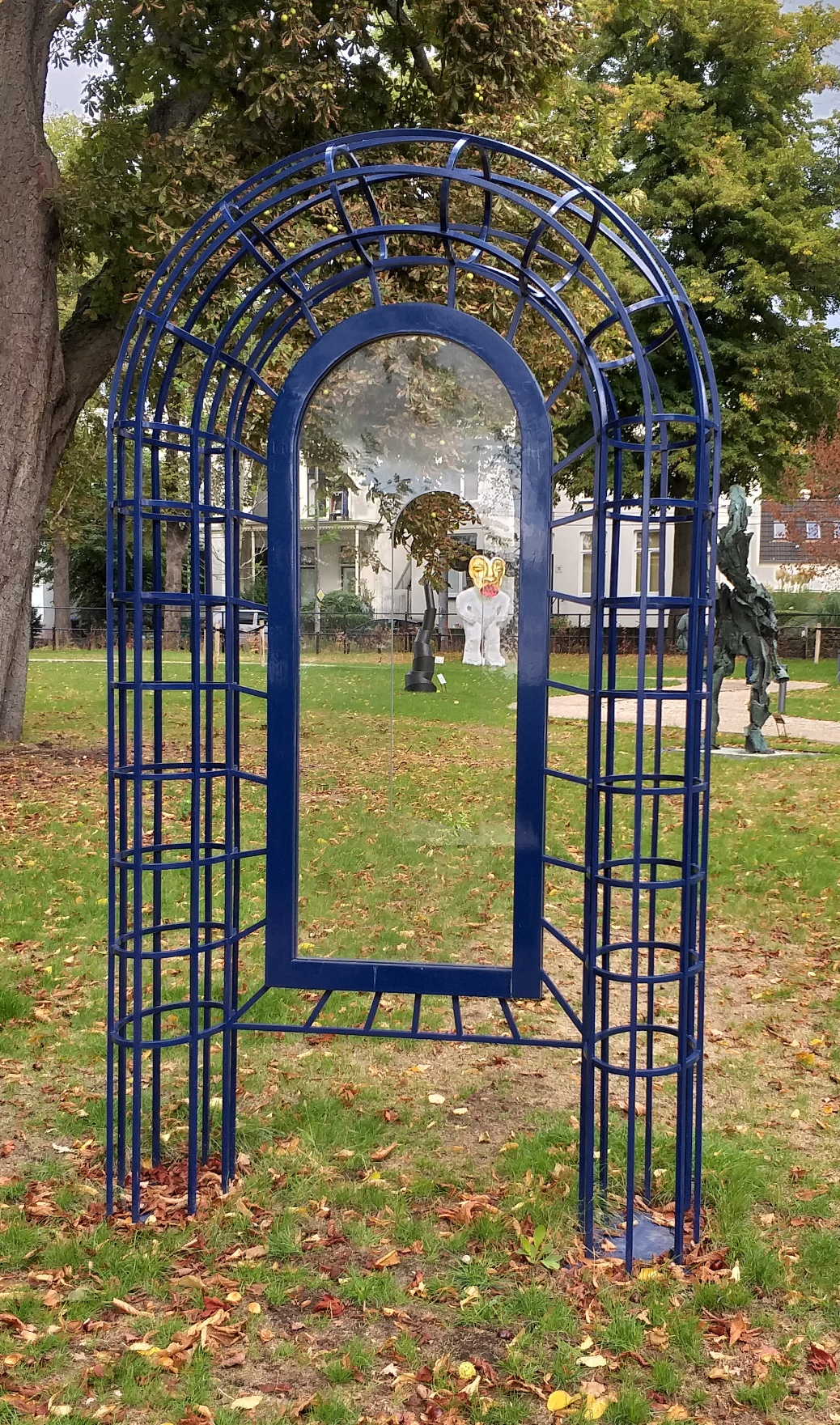
2. Fortuyn/O'Brien: The Owl and the Pussycat Went to See
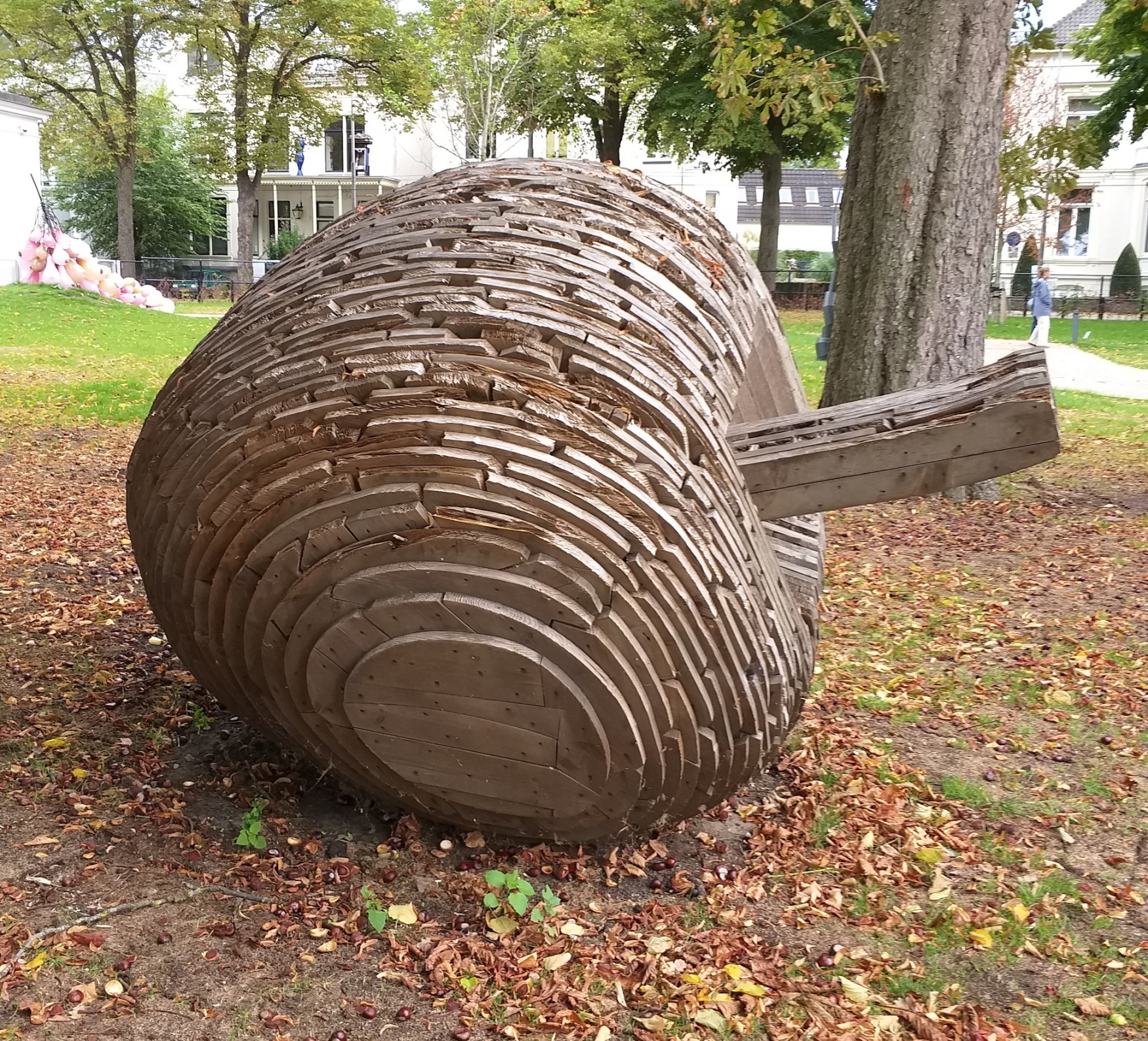
3. Kees Franse: De Appel
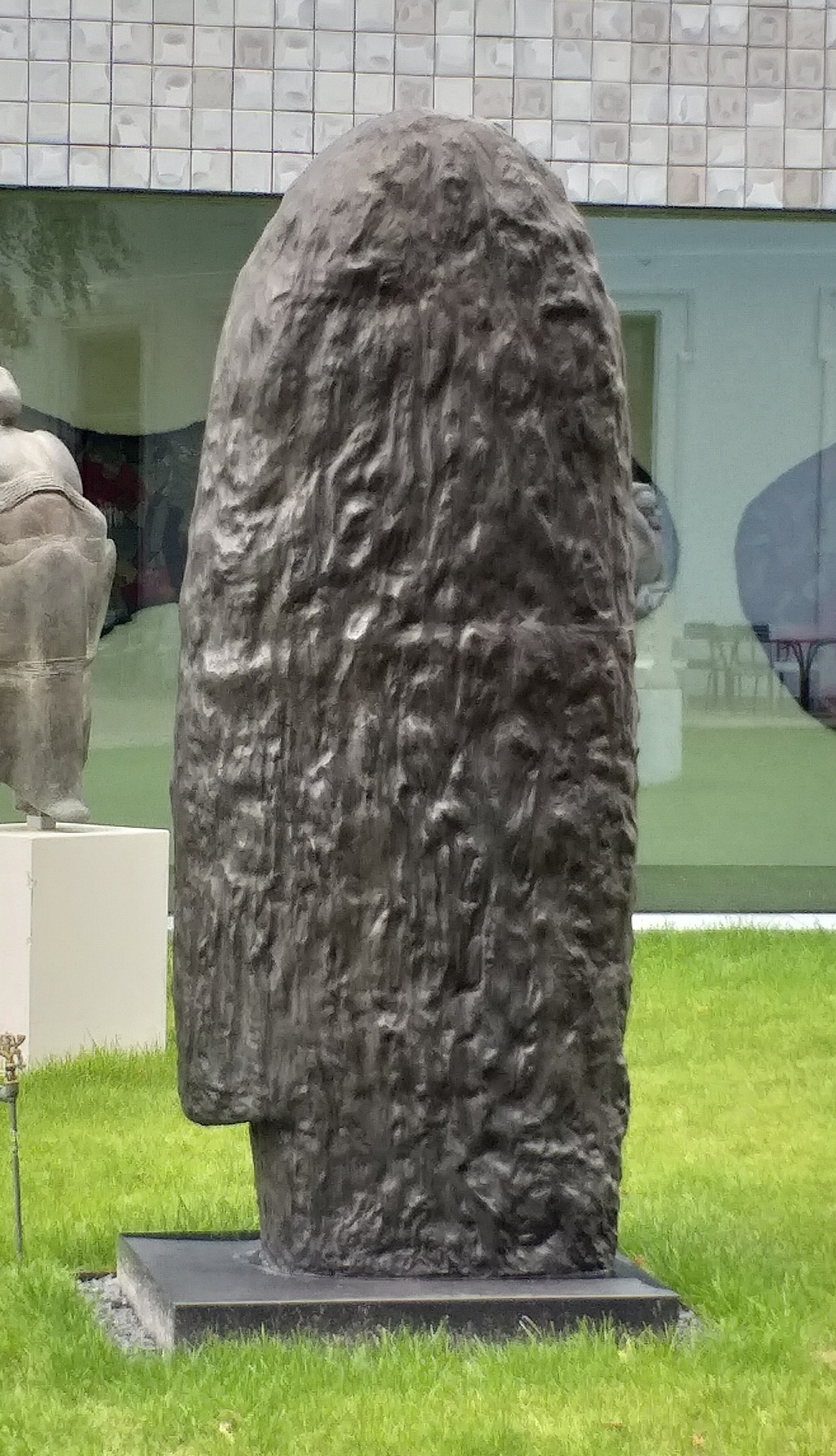
4. Sigurdur Gudmundsson: Portret
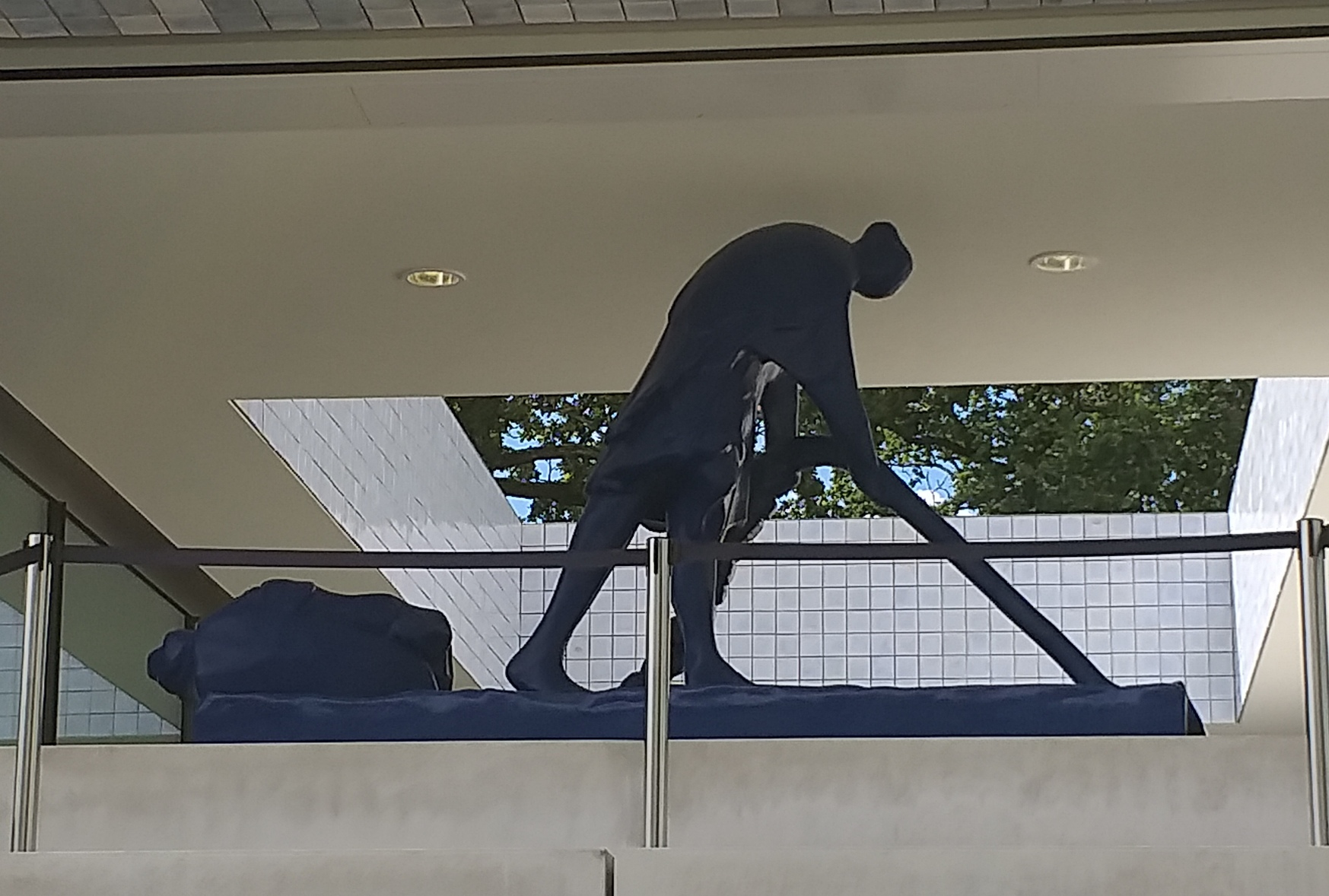
5. Maja van Hall: De Filosloof (Drudge)
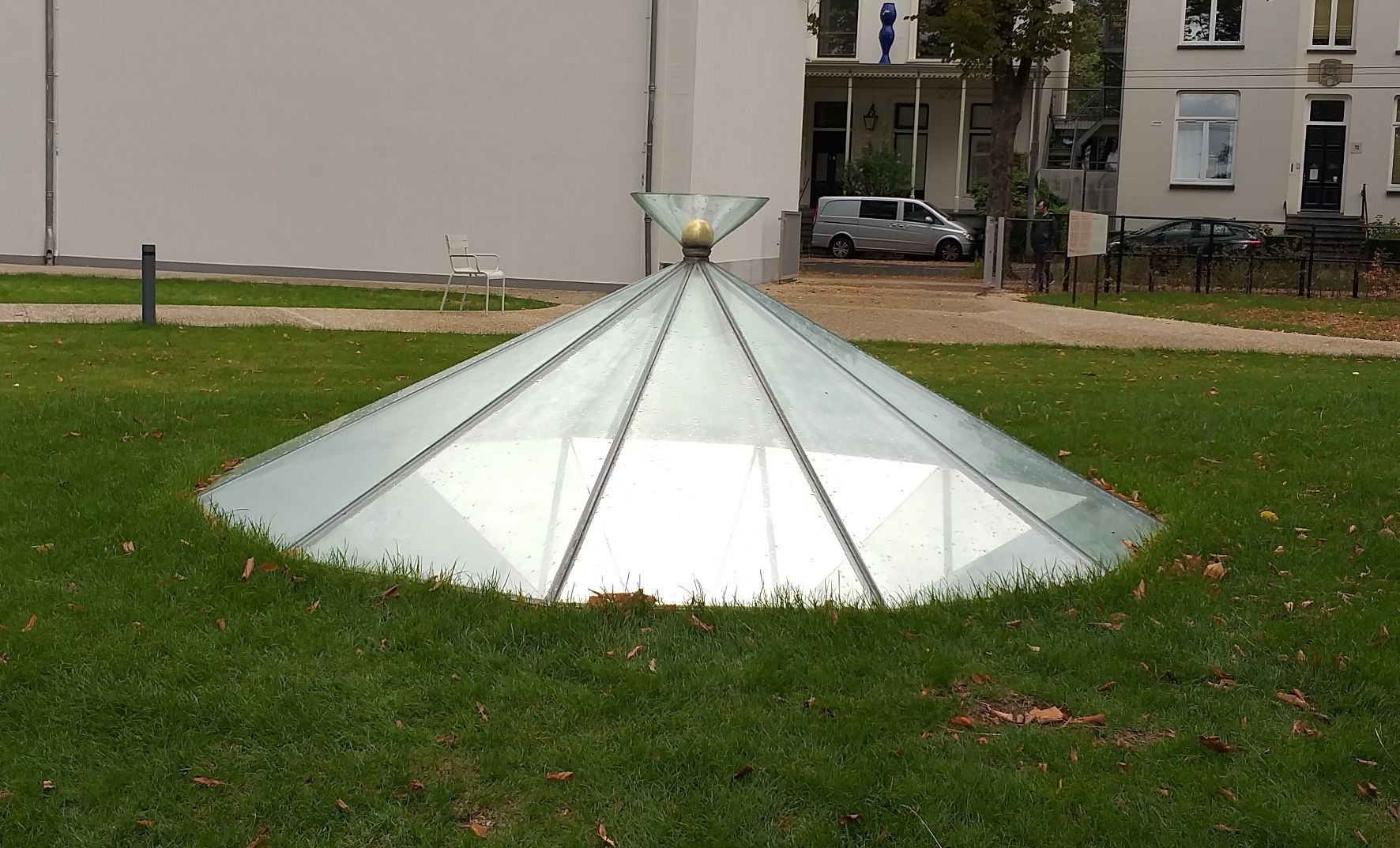
6. Rebecca Horn: Venustrechter
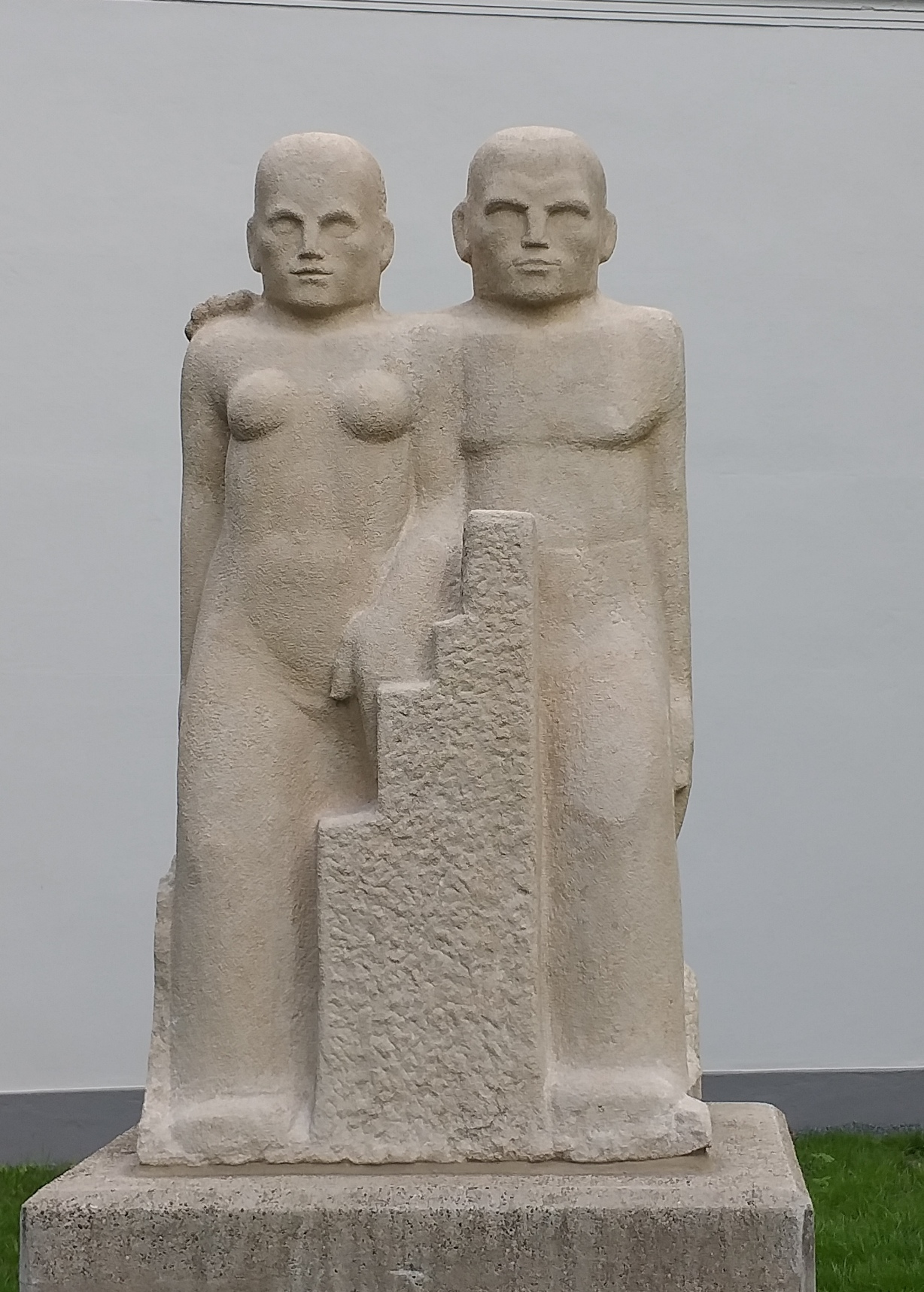
7. Hildo Krop: Mensenpaar
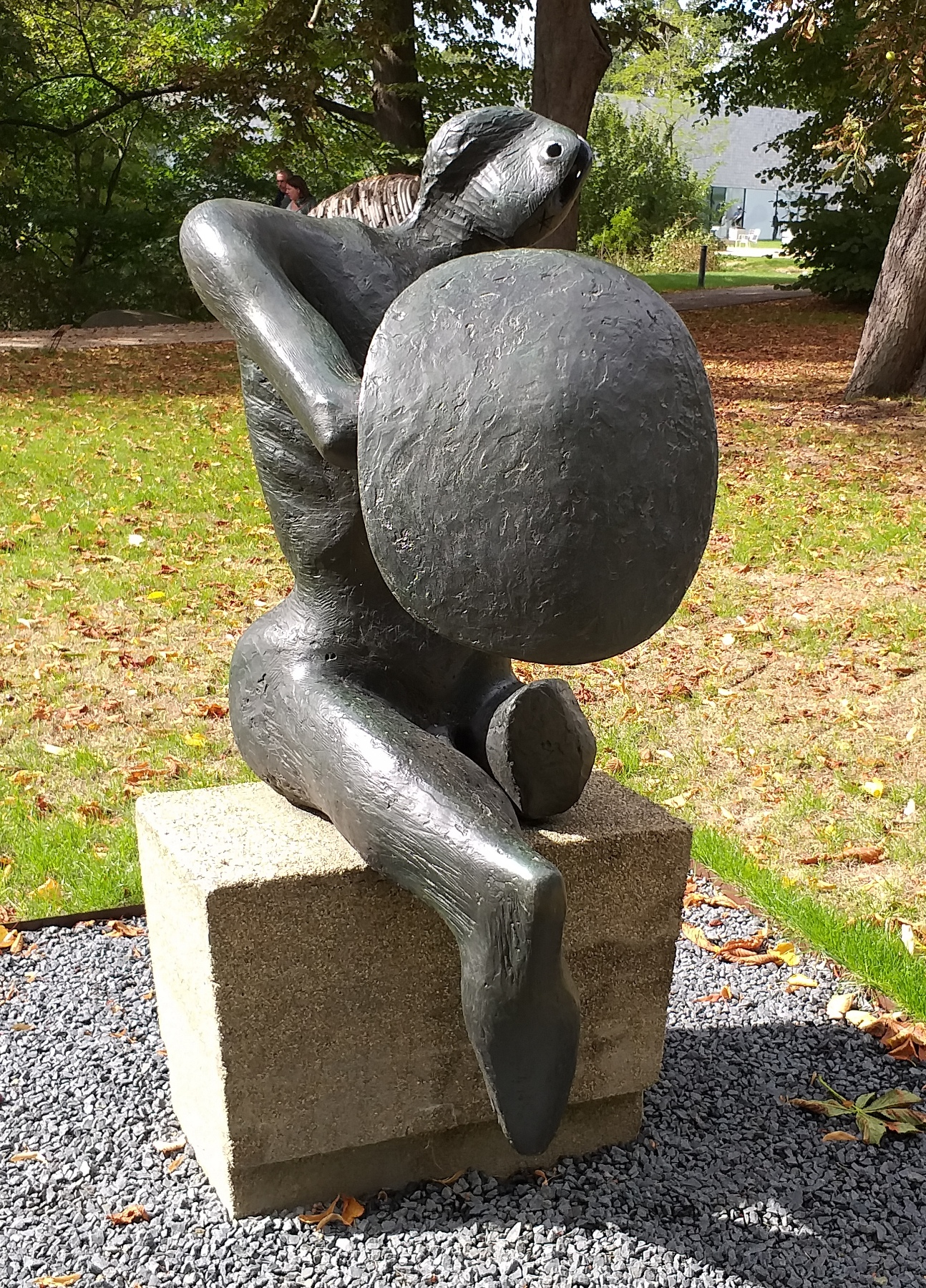
8. Henry Moore: Warrior with shield
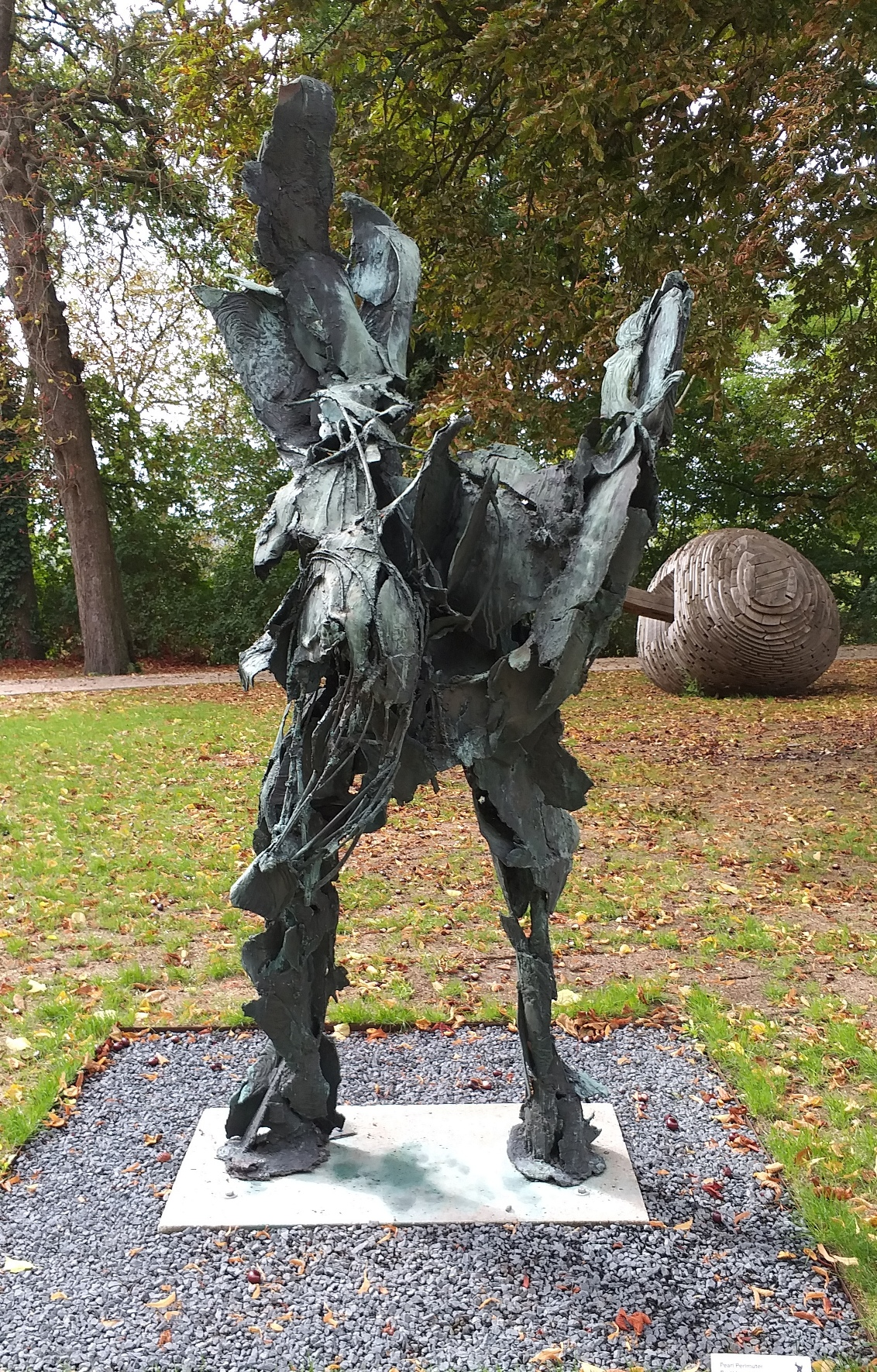
9. Pearl Perlmuter: Earthbound
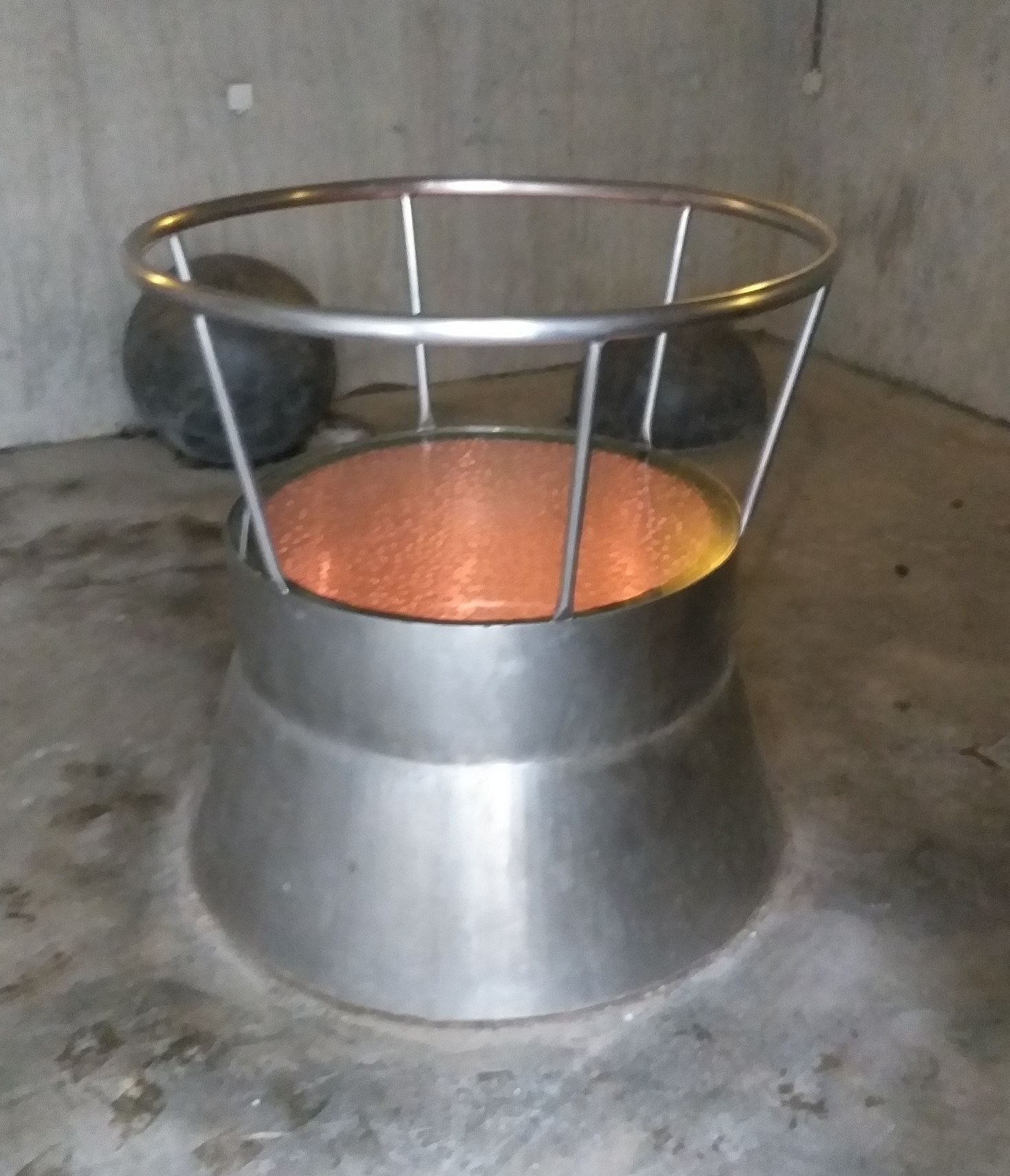
10. Thom Puckey: Ondergrondse fontein
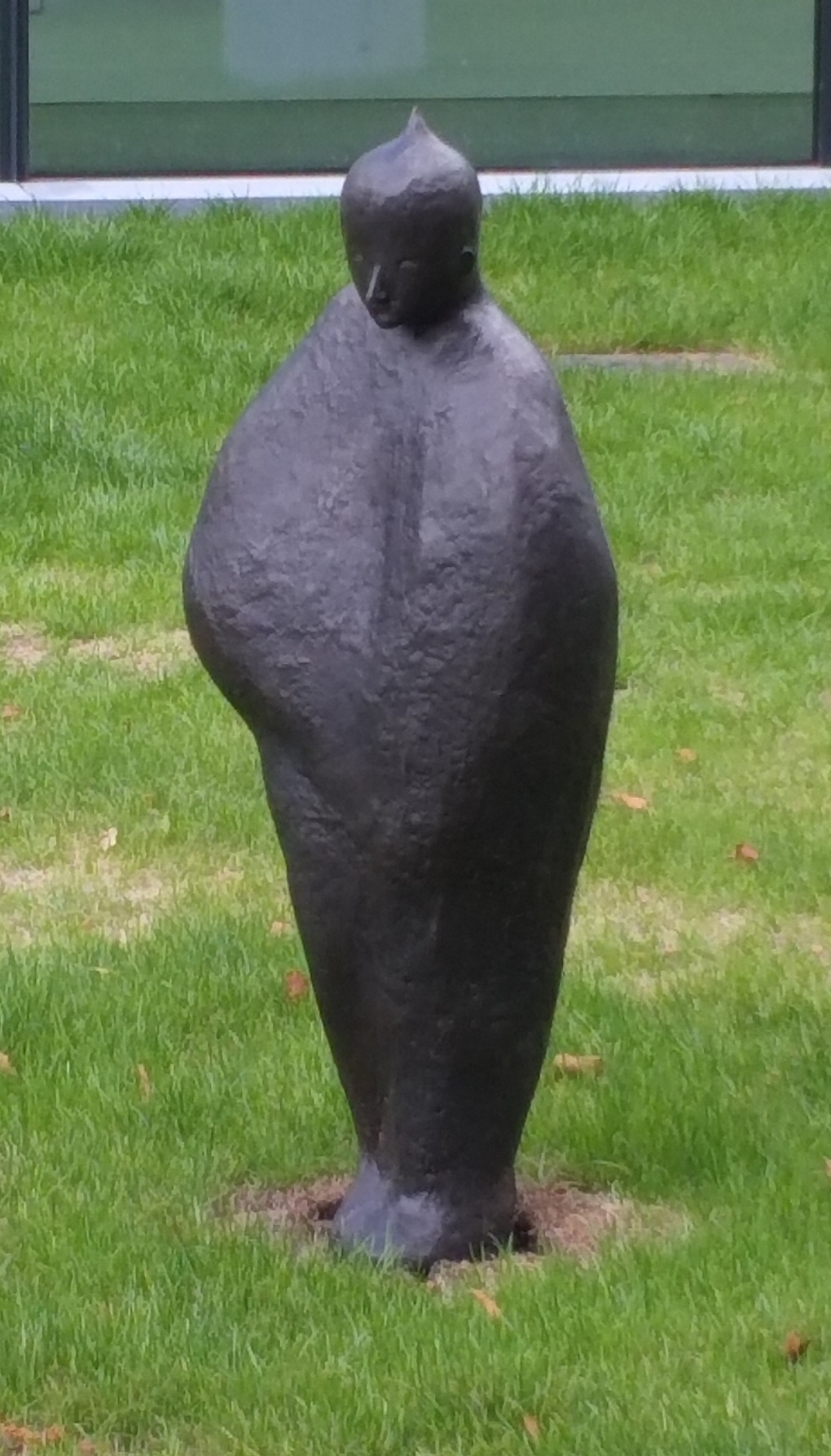
11. Henk Visch: Het boek
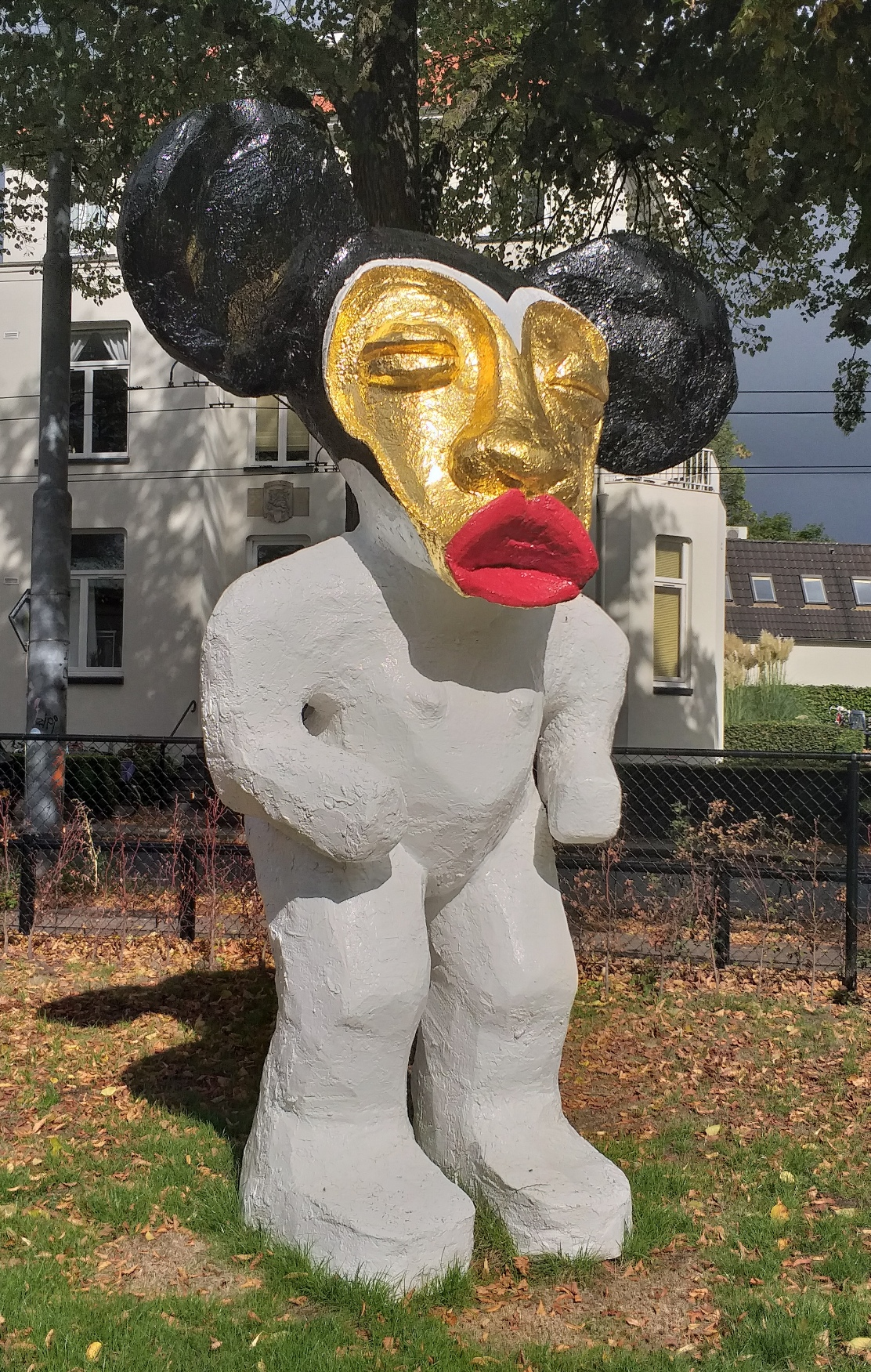
12. Monica Dahlberg: Asis Rafiki
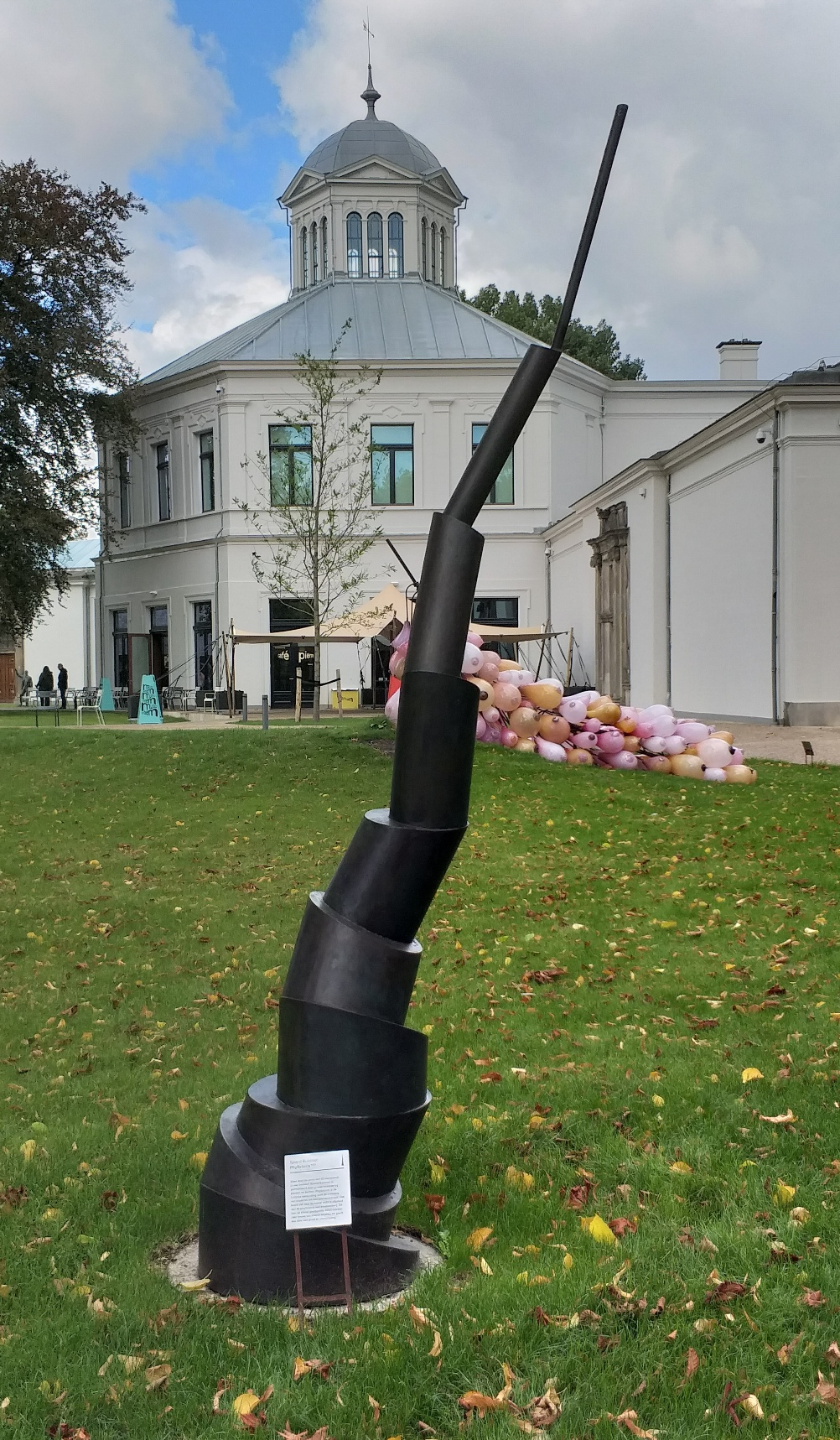
13. Sjoerd Buisman: Phyllotaxis
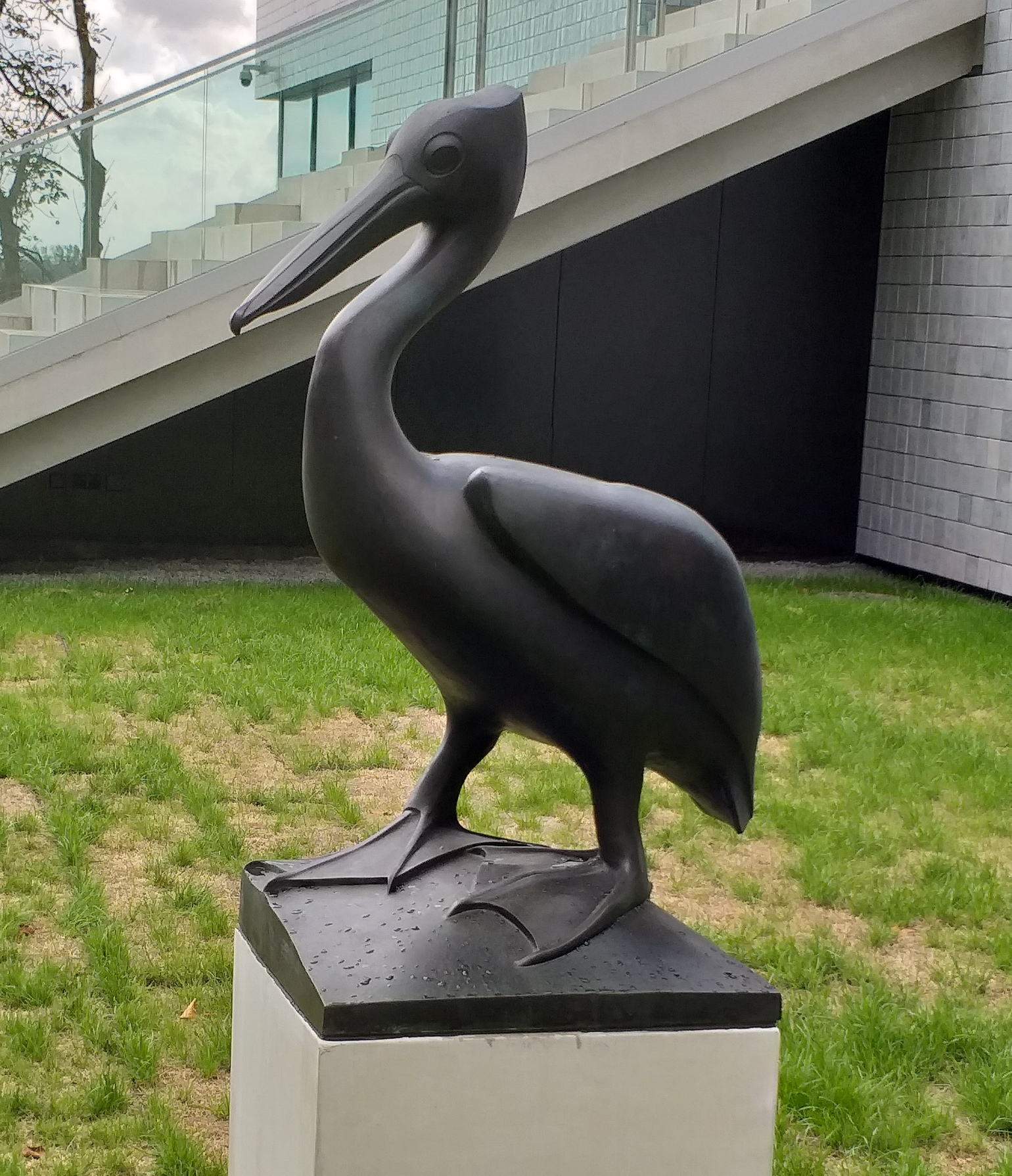
14. Francois Pompon: Pelikaan
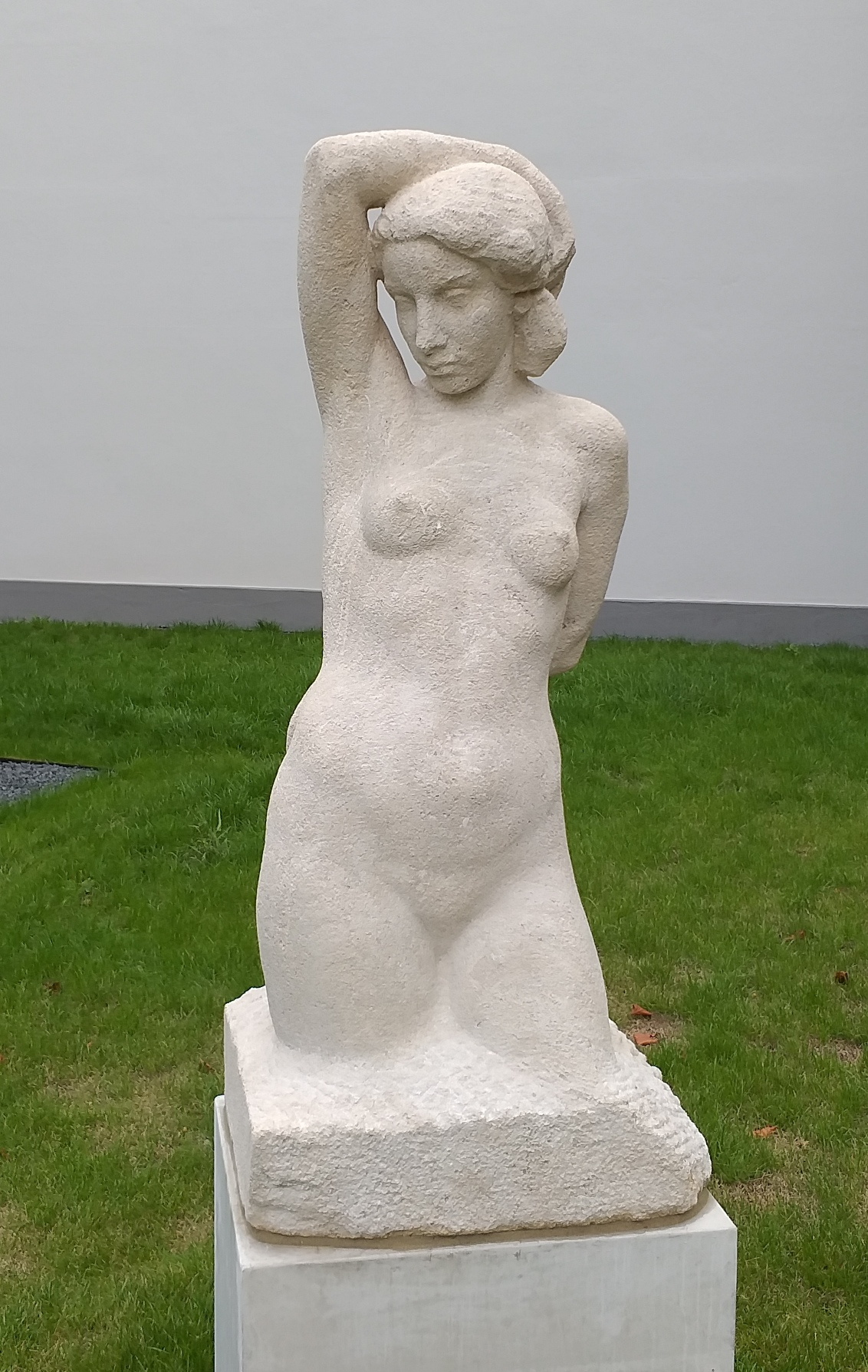
15. Dirk Wolbers: Vrouwelijk figuur
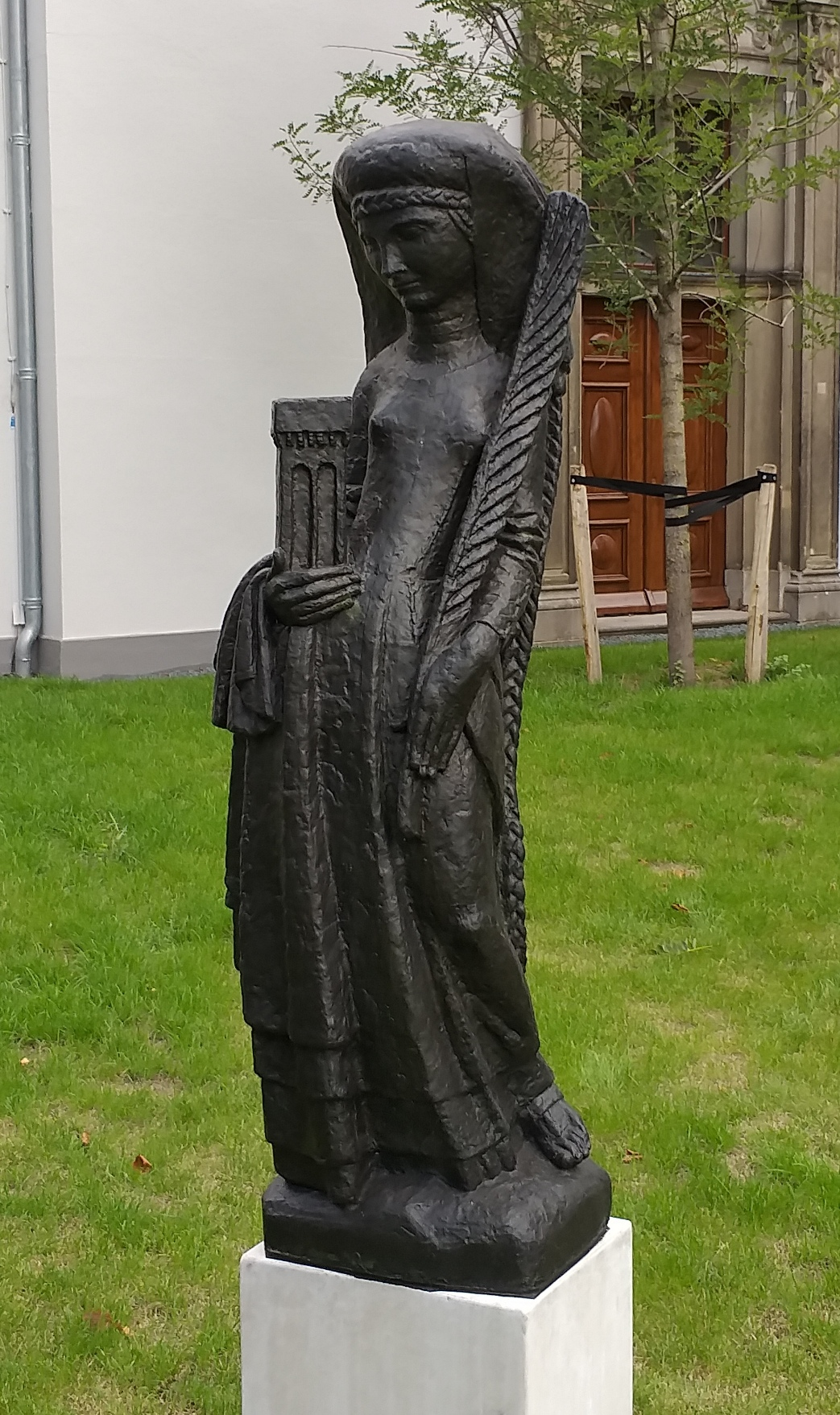
16. Antoine Bourdelle: Barbara H
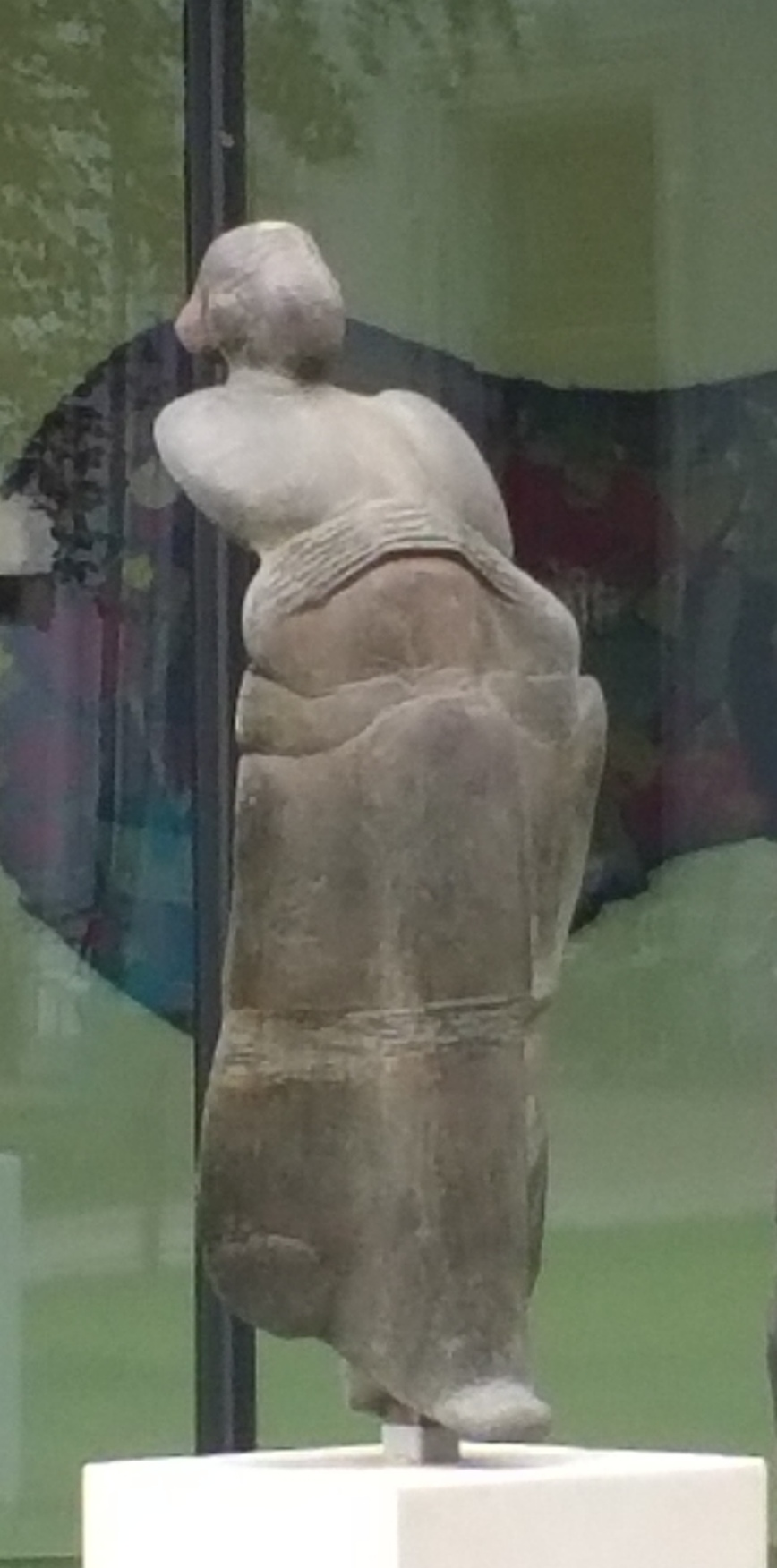
17. Fioen Blaisse: Schrijdende danseres met tamboerijn
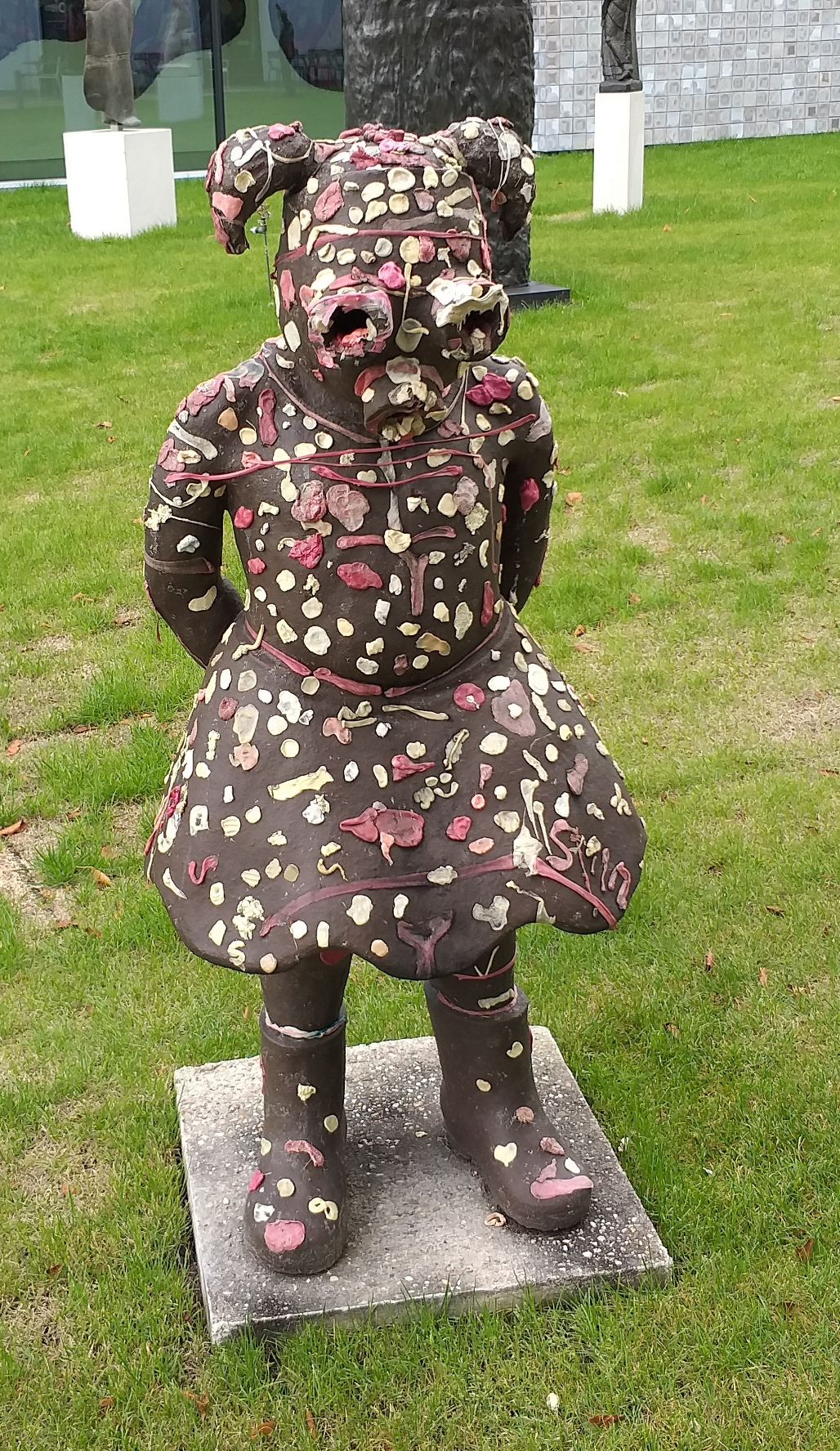
18. Ineke Kaagman: Kauwgommeisje
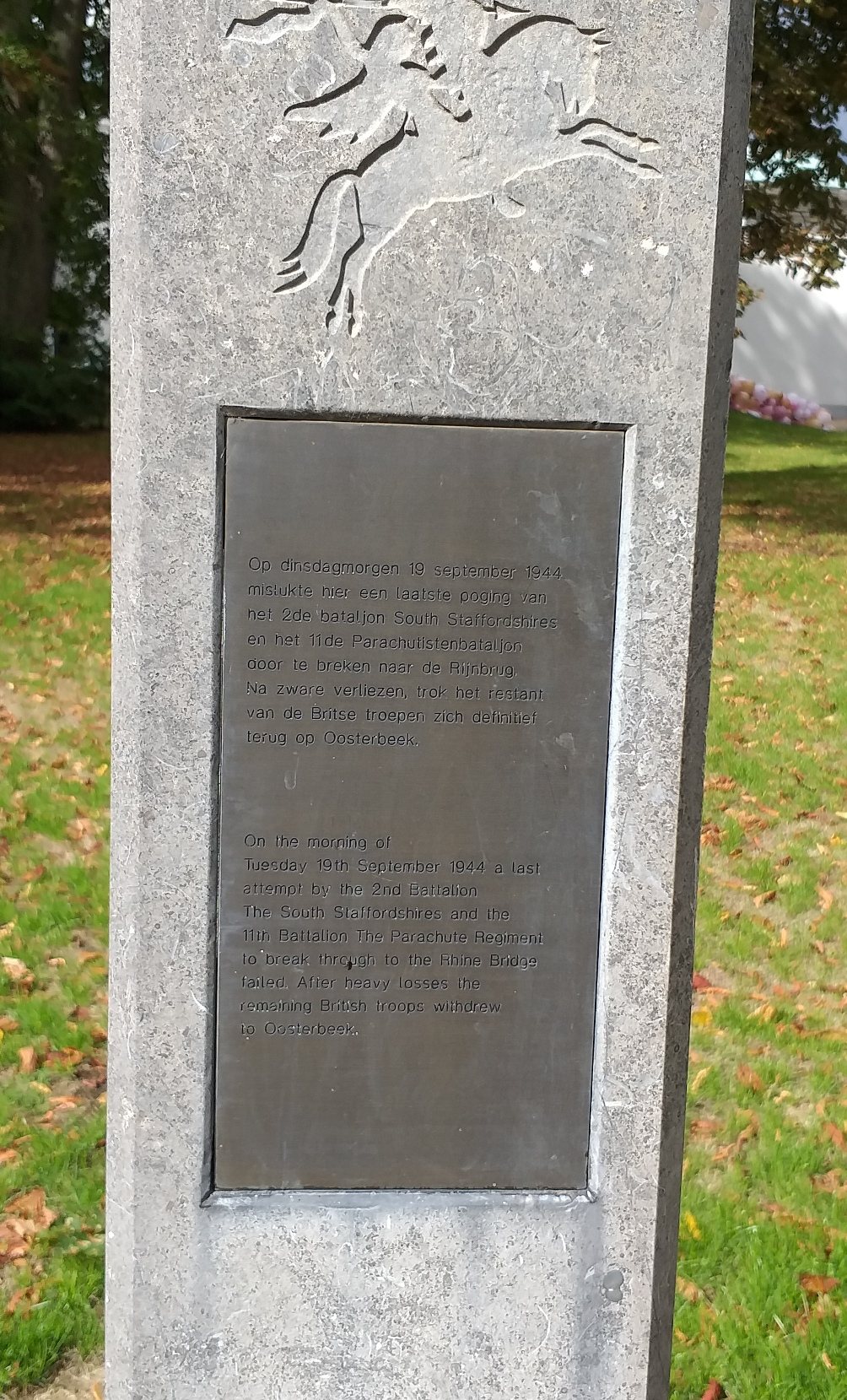
19. Airborne zuil